# Hedysarum taipeicum
Hedysarum taipeicum là một loài thực vật có hoa trong họ Đậu. Loài này được (Hand.-Mazz.) K.T.Fu miêu tả khoa học đầu tiên.